# 3230 Vampilov
3230 Vampilov (1972 LE) là một tiểu hành tinh vành đai chính được phát hiện ngày 8 tháng 6 năm 1972 bởi N. Chernykh ở Nauchnyj.